# Drenova Glavica
Drenova Glavica är en ort i Bosnien och Hercegovina.   Den ligger i entiteten Federationen Bosnien och Hercegovina, i den nordvästra delen av landet, 210 km nordväst om huvudstaden Sarajevo. Drenova Glavica ligger 146 meter över havet och antalet invånare är 291.
Terrängen runt Drenova Glavica är kuperad västerut, men österut är den platt. Drenova Glavica ligger nere i en dal. Närmaste större samhälle är Bosanska Krupa, 4,3 km söder om Drenova Glavica. 
Omgivningarna runt Drenova Glavica är en mosaik av jordbruksmark och naturlig växtlighet. Runt Drenova Glavica är det ganska tätbefolkat, med 93 invånare per kvadratkilometer.